# Bezirk Unterrheintal
Der Bezirk Unterrheintal war bis 2003 eine Verwaltungseinheit des Kantons St. Gallen in der Schweiz. Er entstand 1831 durch Aufteilung des Bezirks Rheintal in den Bezirk Unterrheintal und den Bezirk Oberrheintal. Zusammen mit dem Bezirk Oberrheintal bildete er den Teil des St. Galler Rheintal zwischen Rheineck und Rüthi.
Thal gehört seit 2003 zum Wahlkreis Rorschach, die anderen Gemeinden bilden seither mit den Gemeinden des Bezirks Oberrheintal den Wahlkreis Rheintal. Das Unterrheintal bildet eine Subregion des St. Galler Rheintals.
Siehe auch: Abschnitt Subregionen im Artikel St. Galler Rheintal

## Die Gemeinden des ehemaligen Bezirks Unterrheintal
| Wappen         | Gemeindename   | PLZ       | Einwohner (31. Dezember 2023) | Fläche in km² | Einwohner pro km² |
| -------------- | -------------- | --------- | ----------------------------- | ------------- | ----------------- |
| Au             | Au             | 9434      | 8481                          | 4,65          | 1824              |
| Balgach        | Balgach        | 9436      | 5139                          | 6,52          | 788               |
| Berneck        | Berneck        | 9442      | 3989                          | 5,62          | 710               |
| Diepoldsau     | Diepoldsau     | 9444      | 6928                          | 11,25         | 616               |
| Rheineck       | Rheineck       | 9424      | 3516                          | 2,21          | 1591              |
| St. Margrethen | St. Margrethen | 9430      | 6558                          | 6,87          | 955               |
| Thal           | Thal           | 9425      | 7097                          | 9,66          | 735               |
| Widnau         | Widnau         | 9443      | 10'337                        | 4,22          | 2450              |
| Total (8)      | Total (8)      | Total (8) | 50’993                        | 51,00         | 1000              |

## Veränderungen im Gemeindebestand

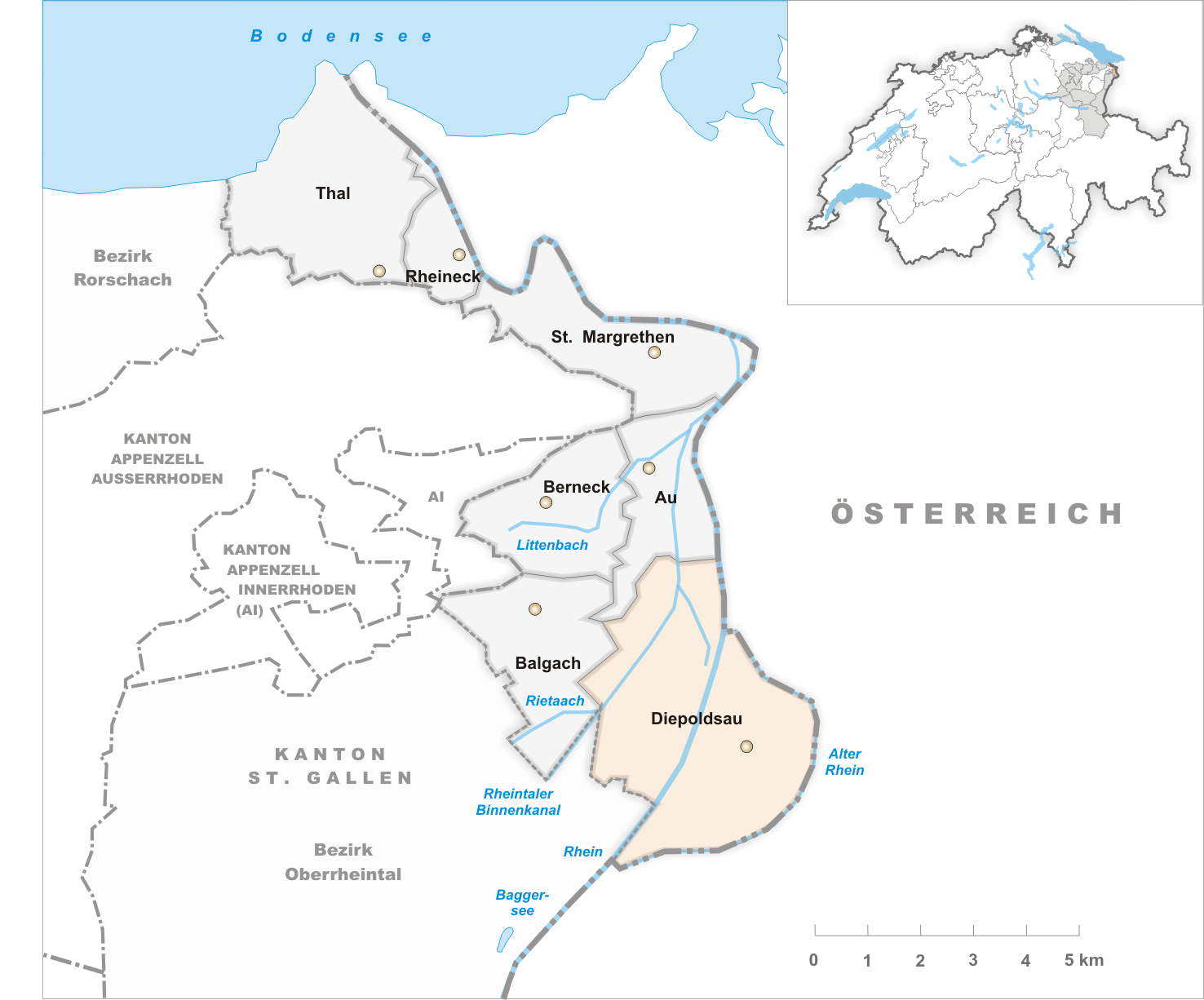
Gemeinden bis 1882

- 1802: Abspaltung von Au → Berneck und Au
- 1883: Abspaltung von Widnau → Diepoldsau und Widnau

Das Bundesamt für Statistik führte den Bezirk unter der BFS-Nr. 1711.